# Владимирская улица (Самара)
У́лица Влади́мирская — улица в Самаре. Проходит через 3 района города: Железнодорожный, Ленинский, Октябрьский. Начало улицы идёт от улицы Больничная, пересекая улицы: Мичурина, Коммунистическая, Чернореченская, проспект Карла Маркса, Пензенская, Урицкого, Тухачевского и упирается в Безымянную улицу. Имеет относительную протяжённость около 2 км.

## История улицы
Своё начало улица берёт на территории бывшей Солдатской слободы, которая появилась в 1850-х годах. По сведениям картотеки Константина Головкина, эта территория была отведена участникам Крымской кампании. Там же упоминается, что в скором времени там появились «дома терпимости».
Самый первый дом (современный № 1А) был частью Культжилкомбината трамвайного парка, а теперь в этом здании находится ФГБУ «Главрыбвод».
В 1976 году район улиц Мичурина, Владимирской и Коммунистической попал под снос. До революции большая часть улицы находилась в Мещанском посёлке, в котором жили основная масса рабочих, ремесленников и приказчиков.
Дом по адресу Владимирская 31А построен в 1910 году по проекту архитектора Д. А. Вернера Сперва в нём располагалась женская гимназия, после революции — школа, а в нынешнее время лицей «Классический». Это здание проходит как «Здание школы в Мещанском посёлке» и является объектом культурного наследия.
С 1976 года район улиц Владимирской, Мичурина, Дачной, Чернореченской попал под застройку будущего IV Мичуринского микрорайона, а частный сектор был снесён.
В 1977 году девятиэтажными домами был застроен участок Владимирской от Мичурина до Коммунистической. В 1978 году до Чернореченской, а в 1979 году до проспекта Карла Маркса. Эта застройка получила название «Четвёртый „Мичуринский“ микрорайон».

## Здания и сооружения
- 1А — ФГБУ «Главрыбвод»
- 21 — Стоматологическая поликлиника № 3
- 31А — лицей «Классический»
- 33 — Поволжская строительная компания
- 41А — отель «Гранада»
- 48 — участковый пункт полиции

## Транспорт
Автобус: 13;
Маршрутные такси: 21М, 99.